# 嵩州 (隋朝)
嵩州，中国隋朝时设置的州。
隋文帝开皇十六年（596年），设置嵩州，治所在阳城县（今河南省登封市告成镇）。下辖阳城县、轮氏县（今河南省登封市）、康城县（今河南省禹州市顺店镇康城村）、阳翟县（今河南省禹州市）。仁寿四年（604年），废除嵩州，阳城县、轮氏县入洛州（河南郡），阳翟县入伊州（襄城郡）。唐高祖武德二年（619年），王世充复设嵩州。下辖阳城县、嵩阳县（即轮氏县）、康城县、阳翟县。武德三年（620年）归唐，唐太宗貞觀元年（627年），阳翟县归许州。贞观三年（629年），废除嵩州、康城县，阳城县、嵩阳县改属洛州。
| 陽城县 |        |
| 輪氏县 | 嵩陽县 |
| 康城县 |        |
| 陽翟县 | 归許州 |

唐朝嵩州刺史
- 王雄（621年）